# David Fisher
David Fisher (1948) è un architetto italo-israeliano residente a Firenze.
Ha conseguito la laurea presso l'Università di Firenze, dove ha anche insegnato architettura e ingegneria strutturale Fisher progetta edifici, restaura monumenti antichi e lavora con tecnologie di costruzione prefabbricata.

## Biografia
Fisher ha progettato edifici in centri urbani in tutto il mondo. Ha lanciato la Fiteco Ltd. a New York nella metà degli anni '80, occupandosi anche di sviluppo e costruzione di hotel. Ha sviluppato tecnologie come il "Bagno intelligente di Leonardo", una stanza da bagno prefabbricata per alberghi e case di lusso. Fisher è il fondatore e presidente del Dynamic Architecture Group. 
Tra il 1995 e il 1997, Fisher è stato vice console onorario dell'Italia in Israele.
David Fisher ha iniziato la sua carriera a Firenze, dopo la laurea con lode in Architettura a Firenze, il Dr. Fisher ha insegnato Architettura nella facoltà di Ingegneria. Negli ultimi 30 anni ha focalizzato la sua attività sulla progettazione di edifici con una particolare relazione con la natura, oltre che sulla ridefinizione degli estremi tecnici e tecnologici degli edifici, in particolare a Londra, Mosca, Hong Kong, Parigi e Dubai.
Nello stesso tempo, l'Arch. Fisher si è anche occupato di restauro di monumenti antichi e di progettazione di edifici pubblici. Attraverso l'ufficio di New York della Fiteco Ltd, che ha fondato a metà degli anni ottanta, è stato coinvolto in progetti di ricerca sulla tecnologia della costruzione e della prefabbricazione, nonché nello sviluppo e realizzazione di progetti alberghieri.
A sua firma è il progetto “Leonardo da Vinci Smart Bathroom” per la costruzione e l'installazione di bagni pre-assemblati in alberghi e appartamenti di lusso. Questo è stato considerato il primo approccio “meccanico” alla costruzione civile, essendo l'unico sistema esistente integrato di bagni prodotti in fabbrica e ha utilizzato questo sistema per la prima volta nell'Hotel Le Meridian a Dubai. Altri progetti sono stati realizzati a Milano, Londra, Mosca, Parigi e Hong Kong.
Fisher non può essere considerato solo un architetto nel senso tradizionale della parola. Nella sua carriera ha avuto un'esperienza a 360º nel mondo delle costruzioni: da insegnante a progettista, dalla preparazione di studi di fattibilità al finanziamento di grandi progetti, dal project management al mercato immobiliare, dal design di prodotti, alla costruzione e sviluppo di grandi impianti industriali.
Secondo l'Arch. Fisher, il tempo è la dimensione più importante della vita poiché strettamente legata alla relatività. Fisher è il fondatore e presidente di Dynamic Architecture Group. Il suo progetto di nuovo grattacielo, la Rotating Tower, “forgiata dalla vita, progettata dal tempo”, viene presentato dai suoi sostenitori come l'inizio di una nuova Era dell'Architettura.
La Dynamic Tower, è un progetto di un grattacielo di 80 piani a Dubai ed è annunciata come il primo edificio al mondo in movimento, almeno tra quelli di tali dimensioni. È caratterizzato da piani girevoli, alcuni dei quali spostabili a comando, permettendo all'edificio di assumere una forma in continua evoluzione con la possibilità per i residenti di cambiare la vista anche a 360 gradi. Ciascun piano può ruotare indipendentemente dall'altro.  Completano il progetto 79 turbine eoliche e pannelli solari sul tetto per generare energia elettrica sufficiente a far girare i piani, rendendo il sistema autosufficiente dal punto di vista del bilancio energetico.